# 青春に恥じないように
「青春に恥じないように」（せいしゅんにはじないように）は、南沙織通算19枚目のシングル。1976年5月31日発売。発売元はCBS・ソニー。

## 解説
歌詞は当時、既に「あの日にかえりたい」（1975.10.5）をヒットさせていた荒井由実による。この頃の荒井由実作品には、実在の人物名・映画作品名・場所・地名などがそのまま出てくることがあった。例えば、荒井由実「天気雨」では相模線と茅ヶ崎にあるサーフ・ショップ "Goddess"、ブレッド&バター「あの頃のまま」では "サイモン&ガーファンクル" 、アン・ルイス「甘い予感」では "ザ・ビーチ・ボーイズ" など。本楽曲では、 "エルトン・ジョン" が登場する。
1978年10月に行われた「さよならコンサート」のセットリストは基本的にシングル発売順であったが、「青春に恥じないように」は終盤で披露されている。一部、フェイクを効かせた歌唱が特徴。そのライヴ・テイクが収録された実況録音盤『Good-by Cynthia』は2025年現在廃盤であるが、ソニーレコードのインターネットサイト「Sony Music Shop」で現行発売されている通販CD『Cynthia Memories』（1994.5.1）に収録されている。ほか、通常のシングル・ヴァージョンはタイトルに "青春" の付く楽曲を中心に集めたコンピレーション・アルバム『夢色空間 〜青春編〜』（2005.4.20）に収録された。
B面曲は、既発のアルバム『人恋しくて』（1975.12.5）に収録されていた「窓灯り」。新曲でなく、既に発表していたオリジナル楽曲がB面に採用されるのは、6枚目のシングル「早春の港」（1973.1.21）の片面曲「魚たちはどこへ」（『早春のハーモニー』に収録、1972.12.21）以来であった。

## 収録曲
1. 青春に恥じないように（3:30）
  - 作詞: 荒井由実、作曲: 川口真、編曲: 萩田光雄
2. 窓灯り（4:27）
  - 作詞: 中里綴、作曲: 田山雅充、編曲: 水谷公生

## 収録作品（LP・CD）
- 青春に恥じないように

哀しい妖精（アルバム）
南沙織ヒット全曲集 -1976年版-
シンシアのハーモニー
シンシア・ラブ
シンシア・メモリー
THE BEST / 南沙織 -1978年11月版-
THE BEST / 南沙織 -1979年11月版-
南沙織ベスト Recall 〜28 SINGLES SAORI + 1〜
Cynthia Memories
GOLDEN J-POP/THE BEST 南沙織
CYNTHIA ANTHOLOGY
ドーナツ盤型12cmCDコレクション
Cynthia Premium
GOLDEN☆BEST 南沙織 コンプリート・シングルコレクション
ゴールデン☆アイドル 南沙織
CYNTHIA ALIVE
- 青春に恥じないように -Live #1-

Good-by Cynthia
Cynthia Memories
- 窓灯り

人恋しくて（アルバム）
Cynthia Memories
CYNTHIA ANTHOLOGY
ドーナツ盤型12cmCDコレクション
Cynthia Premium
ゴールデン☆アイドル 南沙織